# Borboropactus squalidus
Borboropactus squalidus es una especie de araña cangrejo del género Borboropactus, familia Thomisidae. Fue descrita científicamente por Eugène Louis Simon en 1884.

## Distribución
Esta especie se encuentra en África Occidental y Oriental.